# Дойрани
Дойра́ни (греч. Δοϊράνη) — деревня в Греции. Расположена на высоте 160 метров над уровнем моря, на южном берегу Дойранского озера, близ границы с Северной Македонией, к востоку от северомакедонского села Дойран, на левом берегу одноимённой себе реки. Административно относится к сообществу Дросатон в общине Килкис в периферийной единице Килкис в периферии Центральная Македония. Население 83 человек по переписи 2011 года.

## История

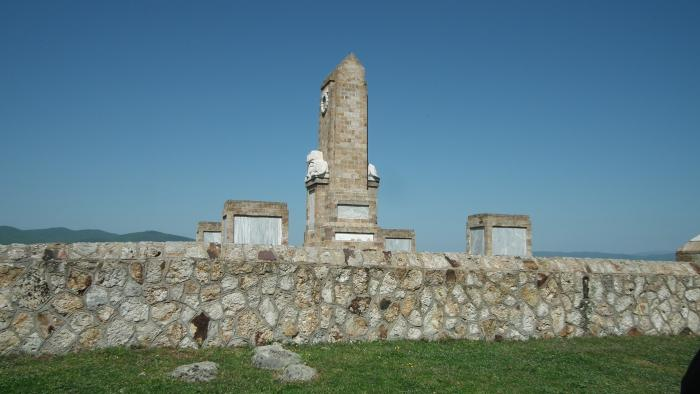
Дойранский мемориал

До 1940 года — Железнодорожная станция Дойрани (Σιδηροδρομικός Σταθμός Δοϊράνης), в 1940 году создана деревня Дойрани.
Во время Второй Балканской войны, 23 июня (6 июля) 1913 года, через день после битвы под Килкисом состоялась битва при Дойране. 3-я болгарская дивизия организовала оборону на холмах у села Владая (ныне Акритас), чтобы прикрыть отступление болгарской армии на север. На следующий день 10-я греческая дивизия атаковала болгарские позиции. После кровопролитного сражения греки победили болгар и заняли железнодорожную станцию Дойрани, которая до этого была базой снабжения болгарских войск на сербском фронте.
В ходе Первой мировой войны 9—18 августа 1916 года состоялась первая из серии битв, которые вошли в историю Болгарии под названием «Дойранская эпопея». 22 апреля — 9 мая 1917 года состоялась вторая, а 18—19 сентября 1918 года — третья битвы этой серии.
В селе находится военное кладбище, на котором похоронены британские военнослужащие, погибшие на Салоникском фронте в 1915—1918 гг., и мемориал, на котором указаны 2171 имя.

## Население
| Год  | Население, человек |
| ---- | ------------------ |
| 1991 | 117                |
| 2001 | 164                |
| 2011 | ↘ 83               |